# Израиль на зимних Олимпийских играх 2010
Израиль на зимних Олимпийских играх 2010 был представлен тремя спортсменами в двух видах спорта.

## Результаты соревнований

### Горнолыжный спорт
Мужчины
| Соревнование  | Спортсмены    | 1 спуск | 2 спуск | Всего   | Место |
| ------------- | ------------- | ------- | ------- | ------- | ----- |
| Слалом-гигант | Михаил Ренжин | 1:25,77 | 1:28,04 | 2:53,18 | 55    |
| Слалом        | Михаил Ренжин | 52,84   | 56,07   | 1:48,91 | 35    |

### Фигурное катание
| Соревнование  | Спортсмены                           | Обязательный танец | Обязательный танец | Оригинальный танец | Оригинальный танец | Произвольный танец | Произвольный танец | Всего     | Всего |
| Соревнование  | Спортсмены                           | Результат          | Место              | Результат          | Место              | Результат          | Место              | Результат | Место |
| ------------- | ------------------------------------ | ------------------ | ------------------ | ------------------ | ------------------ | ------------------ | ------------------ | --------- | ----- |
| Танцы на льду | Александра Зарецкая / Роман Зарецкий | 34,38              | 10                 | 55,24              | 10                 | 90,64              | 10                 | 180,26    | 10    |

Тамар Кац могла выступить в женском одиночном катания, но не прошла квалификацию, установленную НОКом Израиля, и не была включена в делегацию.